# Sojuzmultfilm
Sojuzmultfilm (russisk: Союзмультфильм, tr. Sojuzmultfilm) er det vigtigste produktionsselskab og studie for animationsfilm i Rusland. Det blev grundlagt den 10. juni 1936 under navnet Sojuzdetmultfilm, men skiftede navn til Sojuzmultfilm året efter. Produktionen bestod både af propagandafilm og underholdningsfilm for børn, ofte med utdgangspunkt i traditionel russisk folkekultur, men også klassiske eventyr og nyere, populære historier. Efter Sovjetunionens opløsning i 1991 er produktionen af tegnefilm imidlertid gået stærkt tilbage.
Nogle af Sojuzmultfilms mest populære tegnefilmsfigurer på sovjetiske frimærker fra 1988:
- Krokodillen Gena/Tsjeburasjka (Крокодил Гена)
- Peter Plys (Винни-Пух)
- Nu, pogodi! (Haren og ulven) (Ну, погоди!)
- Pindsvinet i tågen (Ёжик в тумане)